# Aussichtstriebwagen

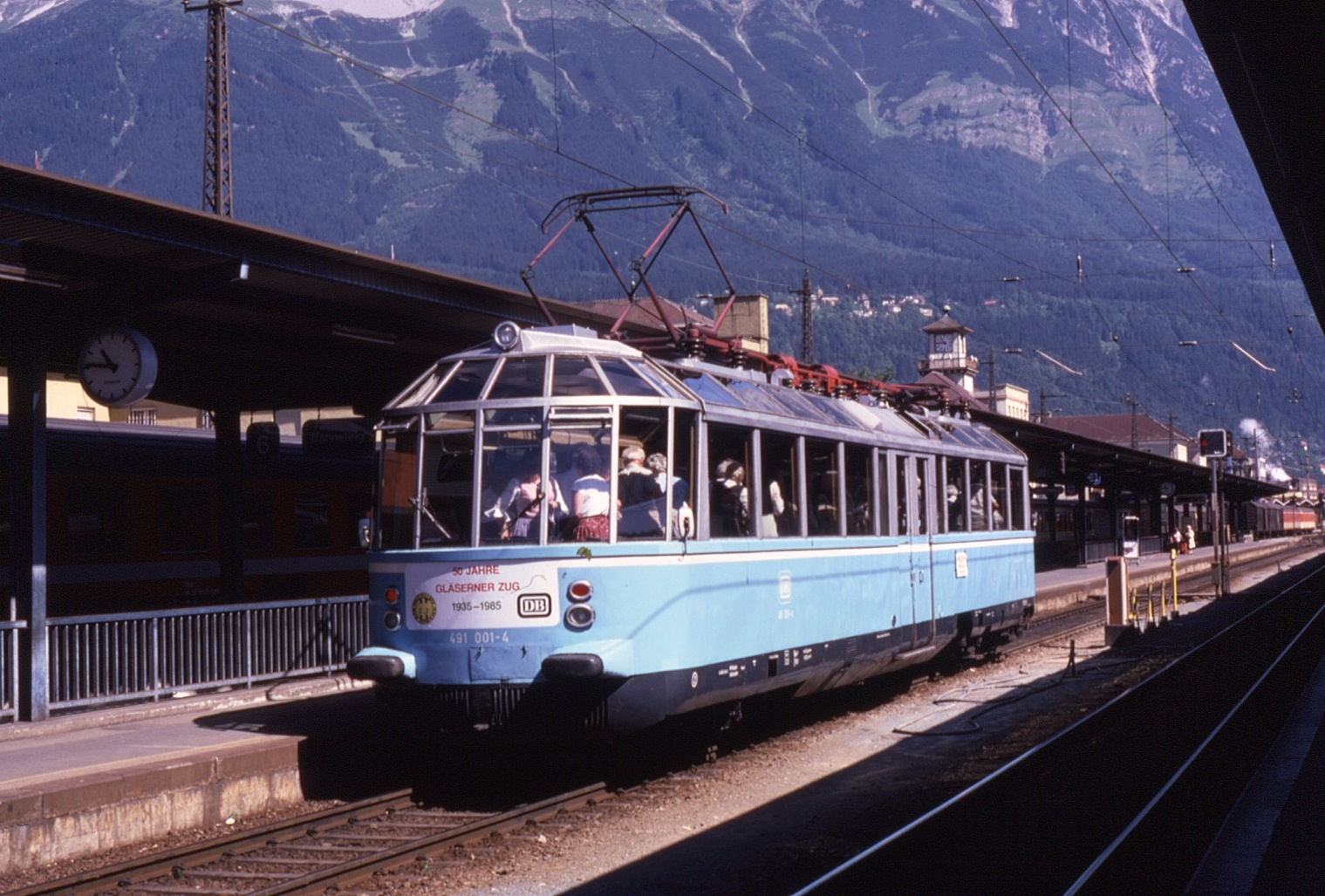
„Gläserner Zug“ 491 001, ehemals ET 91 01, im Hauptbahnhof Innsbruck, 1985

Als Aussichtstriebwagen oder Panoramatriebwagen werden Triebwagen von Eisenbahnen oder Straßenbahnen bezeichnet, die touristischen Zwecken dienen und zur besseren Rundumsicht der Fahrgäste viele Glasflächen aufweisen. Wie entsprechende Reisezugwagen – Wagen mit einer verglasten Aussichtskanzel (AD4üm-62, Domecars), Panoramawagen (z. B. Apm 61 Pano), Kanzelwagen etc. – zählen sie zu den Aussichtswagen und gehören dabei aufgrund ihrer Motorisierung zu den selbstfahrenden Fahrzeugen.

## Deutschland

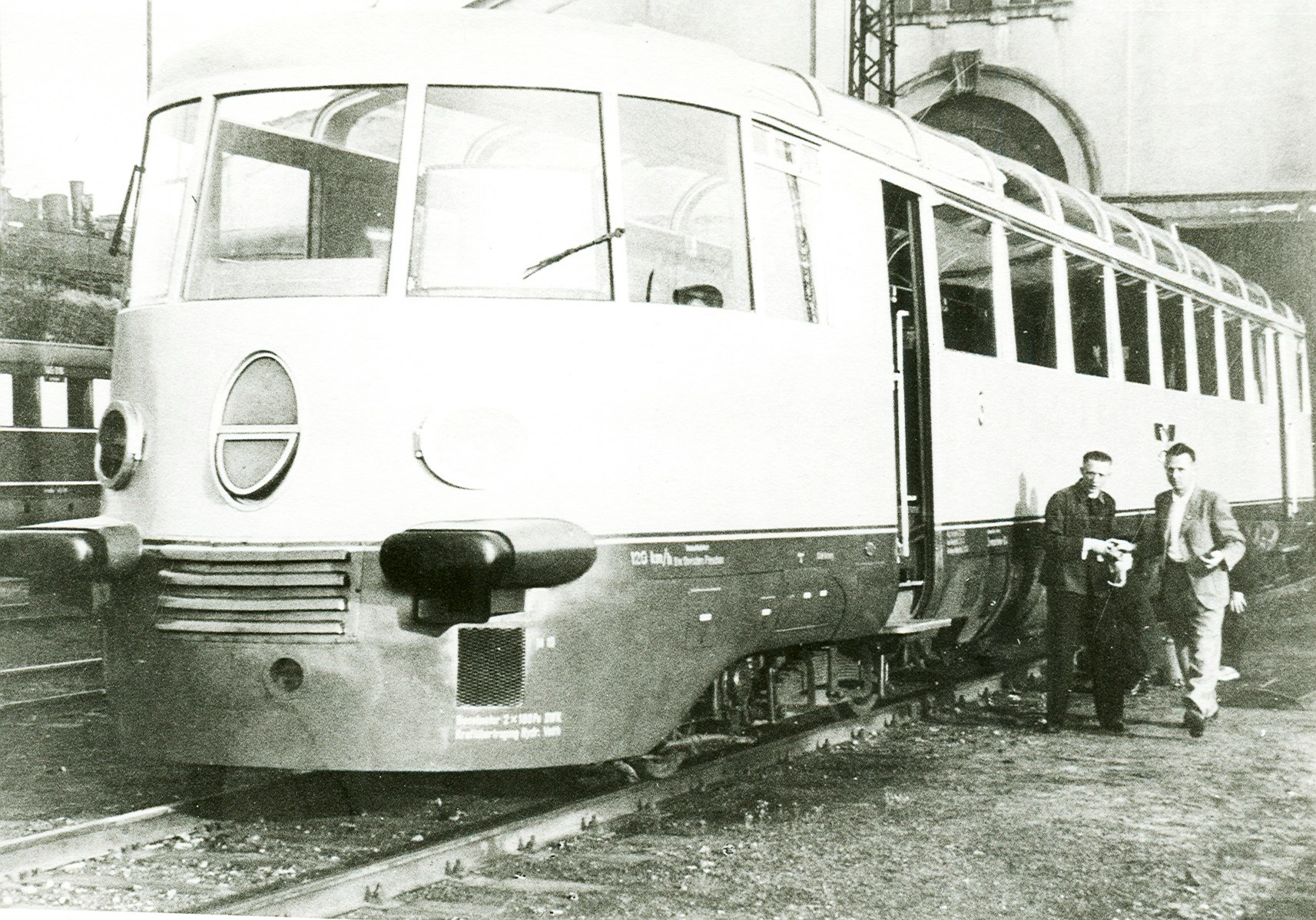
VT 137 463 im Bahnbetriebswerk Dresden-Pieschen, 1939

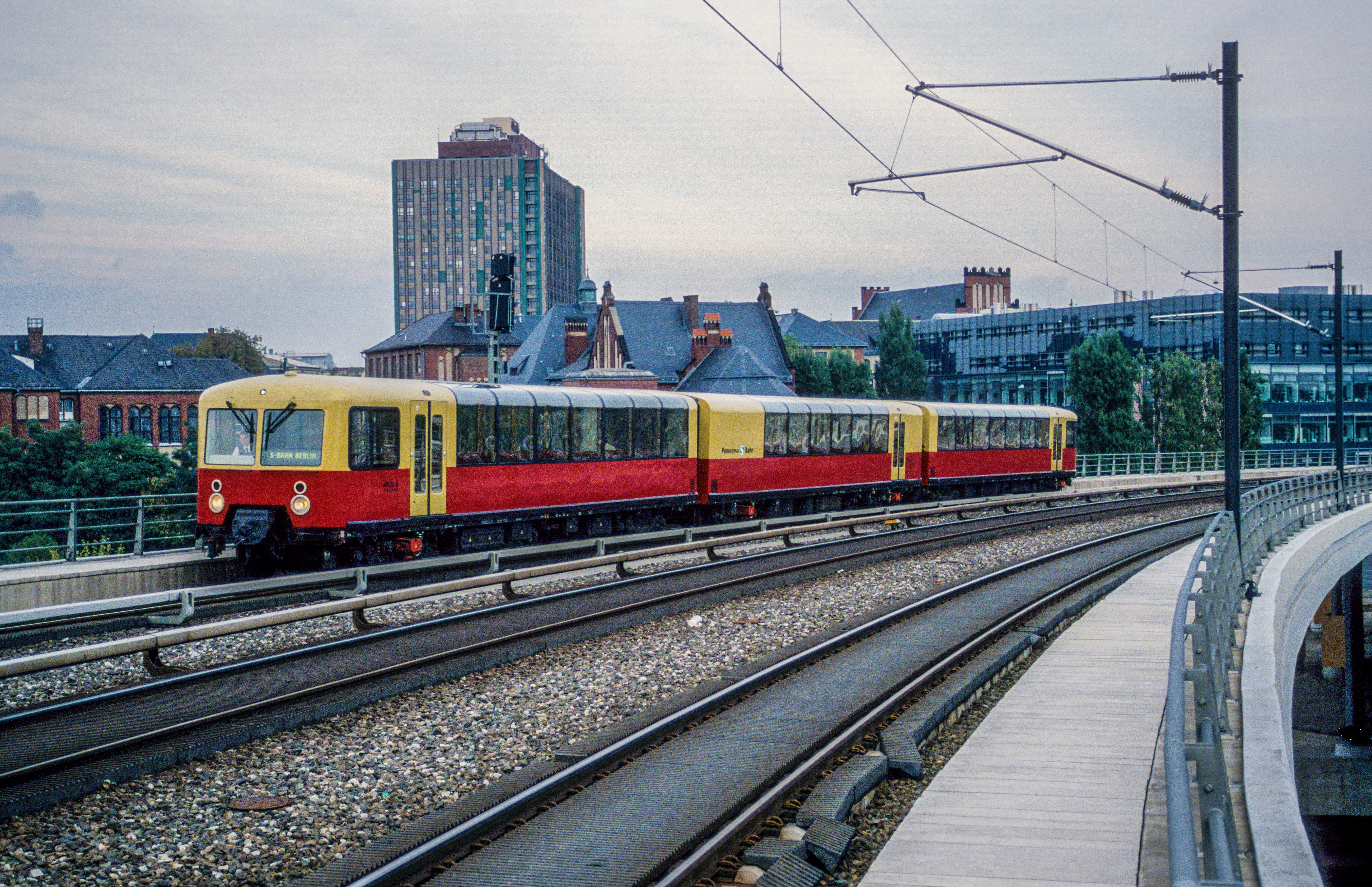
„Panorama-S-Bahn“ auf der Berliner Stadtbahn, 2006

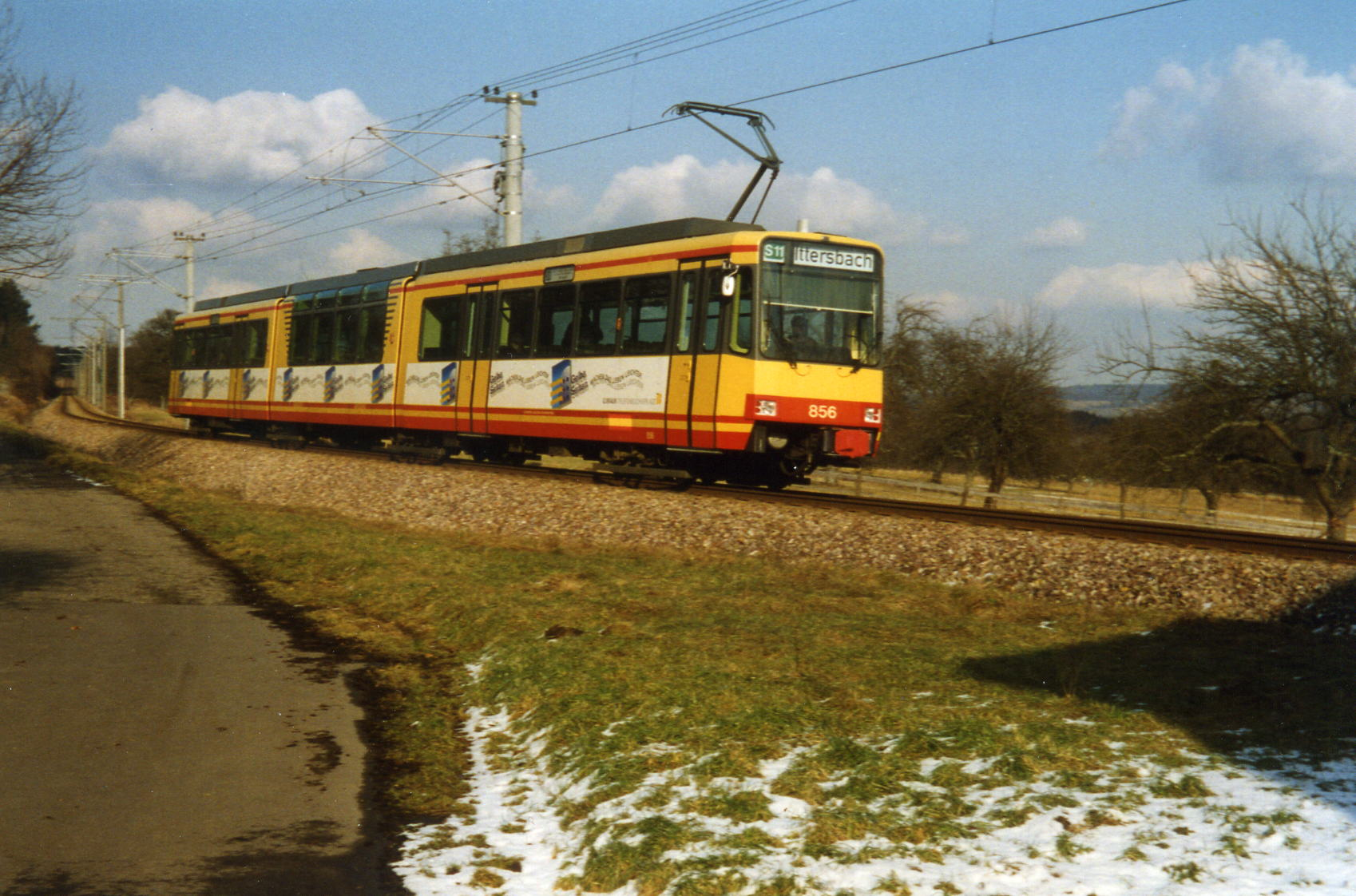
GT8-80C mit Dachrandverglasung beim Mitteil bei Ittersbach, 1996

### Eisenbahntriebwagen
- DR-Baureihe ET 91

Bekanntester deutscher Aussichtstriebwagen war der elektrische Triebwagen „Gläserner Zug“, der bis 1995 auf den Gleisen in und um Süddeutschland unterwegs war. Die Waggonfabrik Fuchs hatte 1935 und 1936 zwei derartige Fahrzeuge an die Deutsche Reichsbahn (DR) geliefert. Der Triebwagen ET 91 02 brannte am 9. März 1943 bei einem Bombenangriff aus, der ET 91 01 kam nach dem Zweiten Weltkrieg zur Deutschen Bundesbahn (DB). Auf nicht elektrifizierten Strecken wurde er von Diesellokomotiven geschleppt. Bei einem Unfall im Bahnhof Garmisch-Partenkirchen wurde er schwer beschädigt und ist seitdem nicht mehr fahrtüchtig.
- DR 137 240, 462 und 463

Analog zur Baureihe ET 91 bezog die DR von Fuchs 1936 einen und 1939 zwei weitere Dieseltriebwagen für den Einsatz auf nicht elektrifizierten Strecken. Der Triebwagen 137 462 wurde 1944 bei einem Bombenangriff zerstört. Die DB übernahm die verbliebenen zwei Fahrzeuge und benannte sie in VT 90 500 und 501 um, 1960 bzw. 1962 wurden sie ausgemustert.
- DB-Baureihe 488.0

Aus Fahrzeugen der Berliner S-Bahn entstand 1999 die „Panorama-S-Bahn“. Zwei Viertelzüge der Baureihe 477/877 dienten als Basis für den dreiteiligen Triebzug. Er verkehrte bis 2009 freitags und an den Wochenenden im Sonderverkehr zwischen den Regelzügen im Berliner S-Bahn-Netz, seit mehreren Jahren ist er abgestellt.

### Straßenbahntriebwagen
- Stadtbahnwagen der Typen GT8-80C und GT8-100D/2S-M

Die Mittelteile eines Teils der Fahrzeuge der Baureihen GT8-80C und GT8-100D/2S-M der Stadtbahn Karlsruhe weisen eine Dachrandverglasung auf.
- Triebwagen 502 der Straßenbahn Stuttgart

Ein Einzelstück war der „Gläserne“ der Stuttgarter Straßenbahn. Anlässlich der Reichsgartenschau 1939 versah man einen überzähligen Altbautriebwagen mit einem zur Decke hin verglasten Panoramadach und bequemeren Busgestühl. Man setzte diesen hellgrün lackierten Triebwagen fortan für Ausflugs- und Stadtrundfahrten ein. Während des Zweiten Weltkriegs diente er überwiegend zu Unterhaltungsfahrten für Kriegsversehrte. 1944 brannte der Wagen nach einem der Luftangriffe auf Stuttgart aus.

## Schweiz

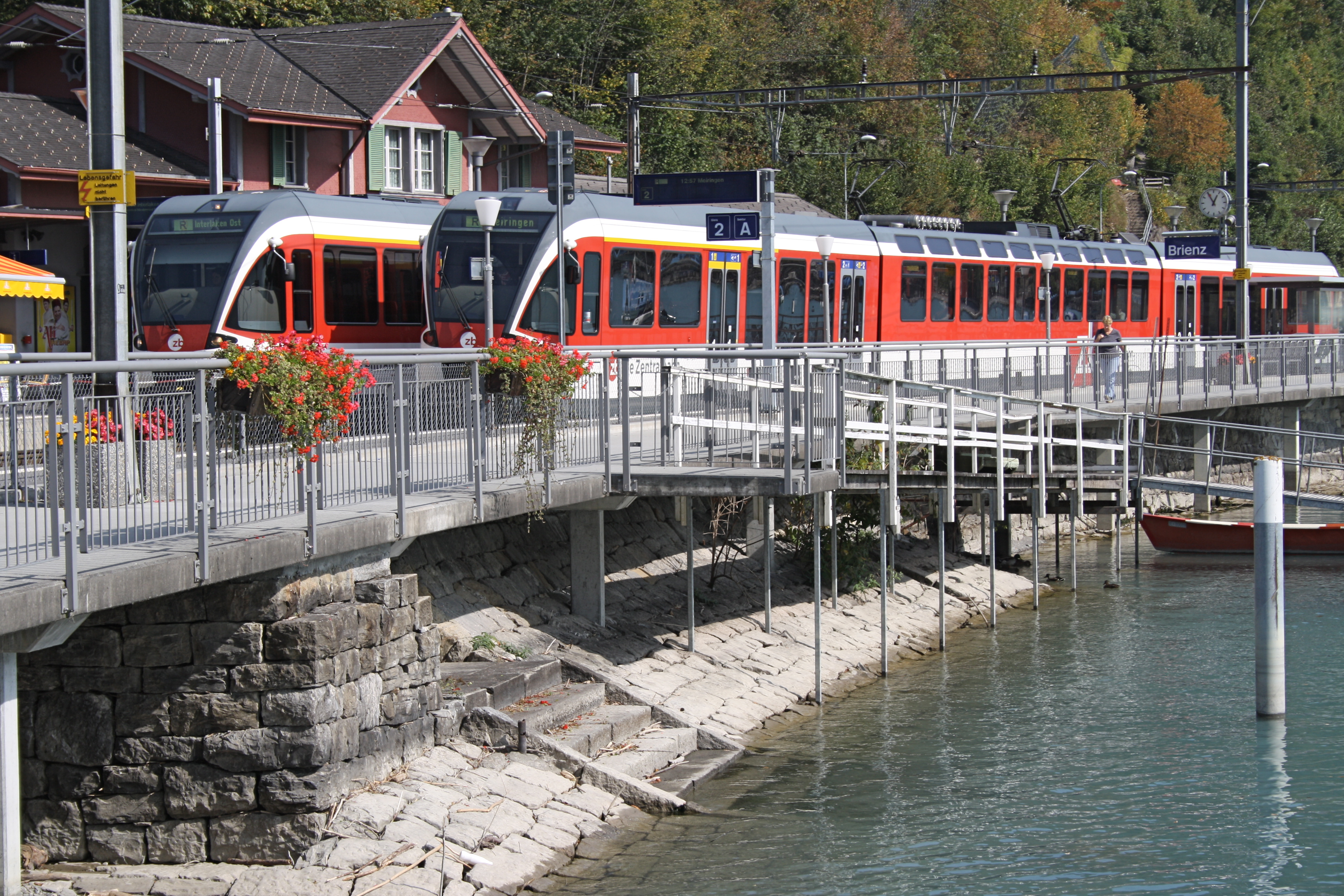
Zwei ABe 130 („Spatz“) der Zentralbahn in Brienz

Von der Firma Stadler Rail stammen die meterspurigen dreiteiligen Triebzüge des Typs Spatz, einem Akronym für Schmalspur-Panorama-Triebzug. Wie bei den Karlsruher Fahrzeugen sind deren Mittelteile mit einer Dachrandverglasung versehen. Zehn Exemplare werden bei der Zentralbahn als ABe 130 eingesetzt, zwei weitere bei den Transports de Martigny et Régions (TMR). Die als Beh 4/8 bezeichneten Fahrzeuge der TMR besitzen einen gemischten Adhäsions- und Zahnradbetrieb, sie verkehren mit 850 Volt Gleichspannung an einer seitlichen Stromschiene.

## Frankreich

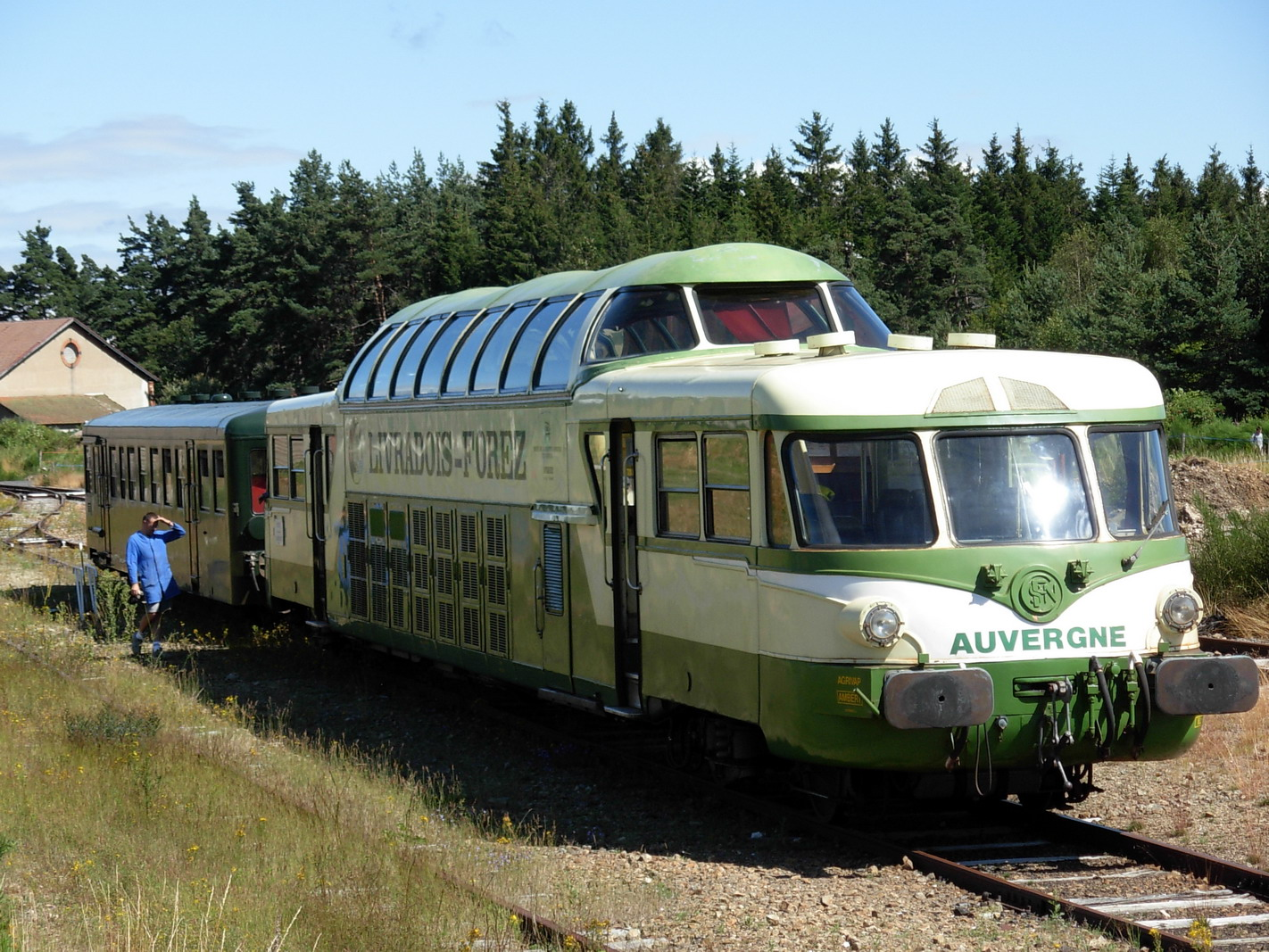
X 4208 des Train touristique du Livradois-Forez in Ambert, 2007

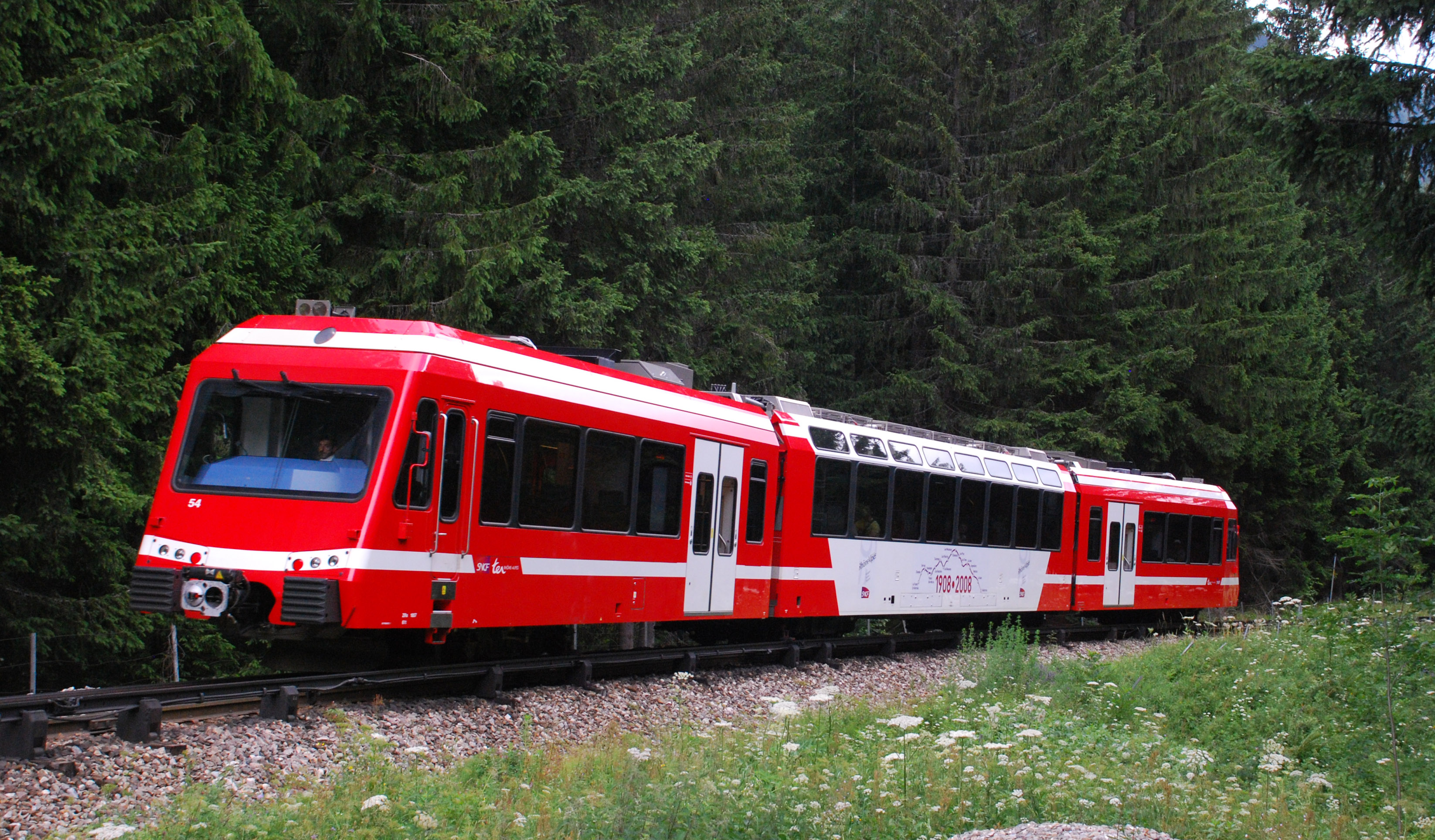
Z 850 der SNCF bei Valleiry an der Bahnstrecke Saint-Gervais–Vallorcine

- SNCF X 4200

1956 bestellte die französische Staatsbahn SNCF zehn Dieseltriebwagen mit einer Aussichtskanzel über dem Maschinenraum und dem Gepäckabteil. Die bis 1959 ausgelieferten Fahrzeuge wurden – vorwiegend auf landschaftlich schönen Strecken – bis 1985 im Eilzugverkehr eingesetzt. Vier der Triebwagen blieben erhalten, davon einer als Ersatzteilspender und einer betriebsfähig bei der Museumsbahn Train touristique du Livradois-Forez.
- SNCF Z 850

Die zwischen 2005 und 2008 von der SNCF für die Bahnstrecke Saint-Gervais–Vallorcine beschafften schmalspurigen Fahrzeuge der Baureihe Z 850 gehören zum Typ Stadler Spatz. Sie entsprechen den Triebzügen der TMR, besitzen aber keinen Zahnradantrieb.

## Italien
- ALtn 444.3001

Ein Dieseltriebwagen der Baureihe italienischen Baureihe ALn 772 (ALn 772.3240) wurde 1948 zu einem Panoramatriebwagen umgebaut. Das Fahrzeug mit der neuen Betriebsnummer ALtn 444.3001 und den Beinamen „Belvedere“ wurde im Saisonverkehr von Mailand nach Sanremo eingesetzt, 1965 aber zum ALn 772 rückgebaut.

## Österreich

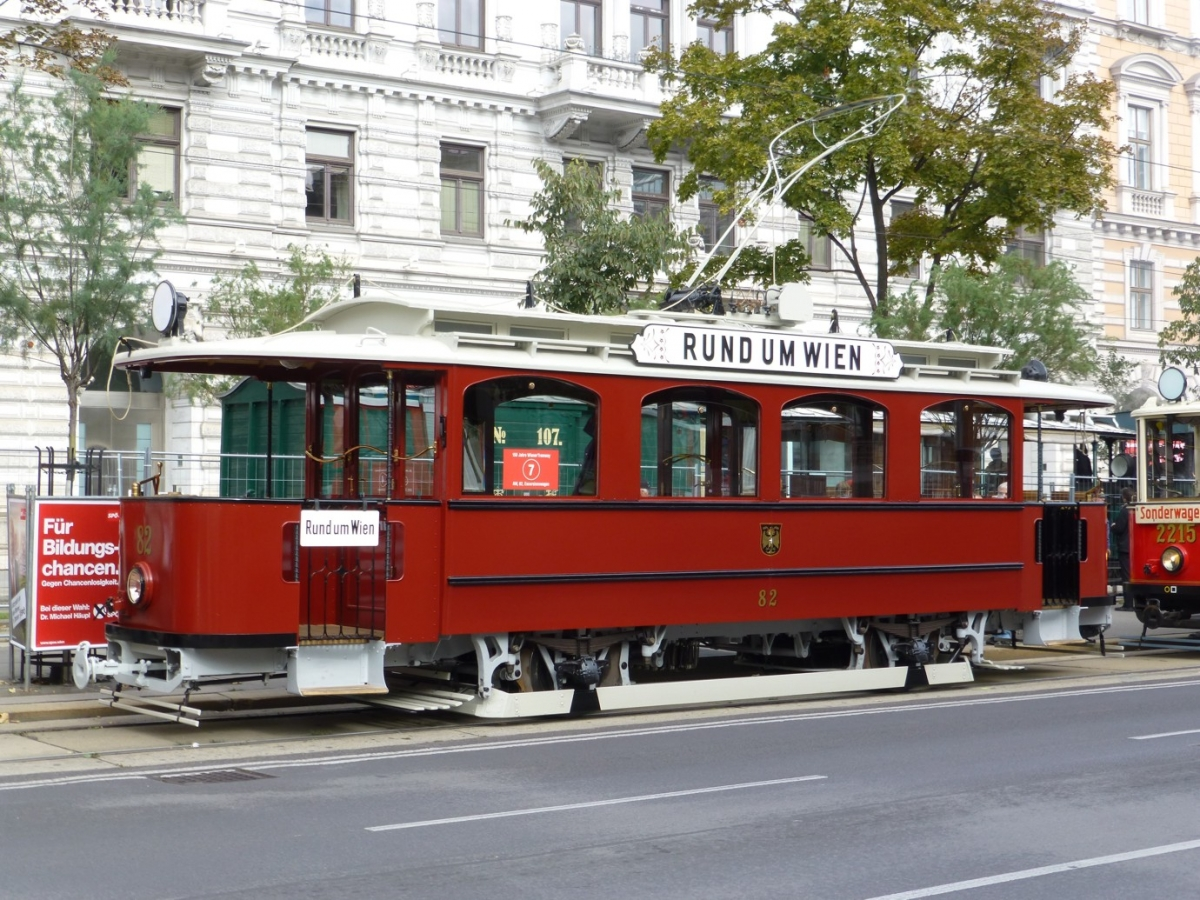

Die Straßenbahn Wien beschaffte ab 1906 sieben im Wesentlichen herkömmliche Strassenbahntriebwagen als Salonwagen, die aufgrund besonders großer Seitenfenster auch als Aussichtstriebwagen bezeichnet werden. Zwei dieser Fahrzeuge sind im Verkehrsmuseum Remise erhalten.
Details siehe Hauptartikel Straßenbahn Wien Type AW

## Tschechische Republik

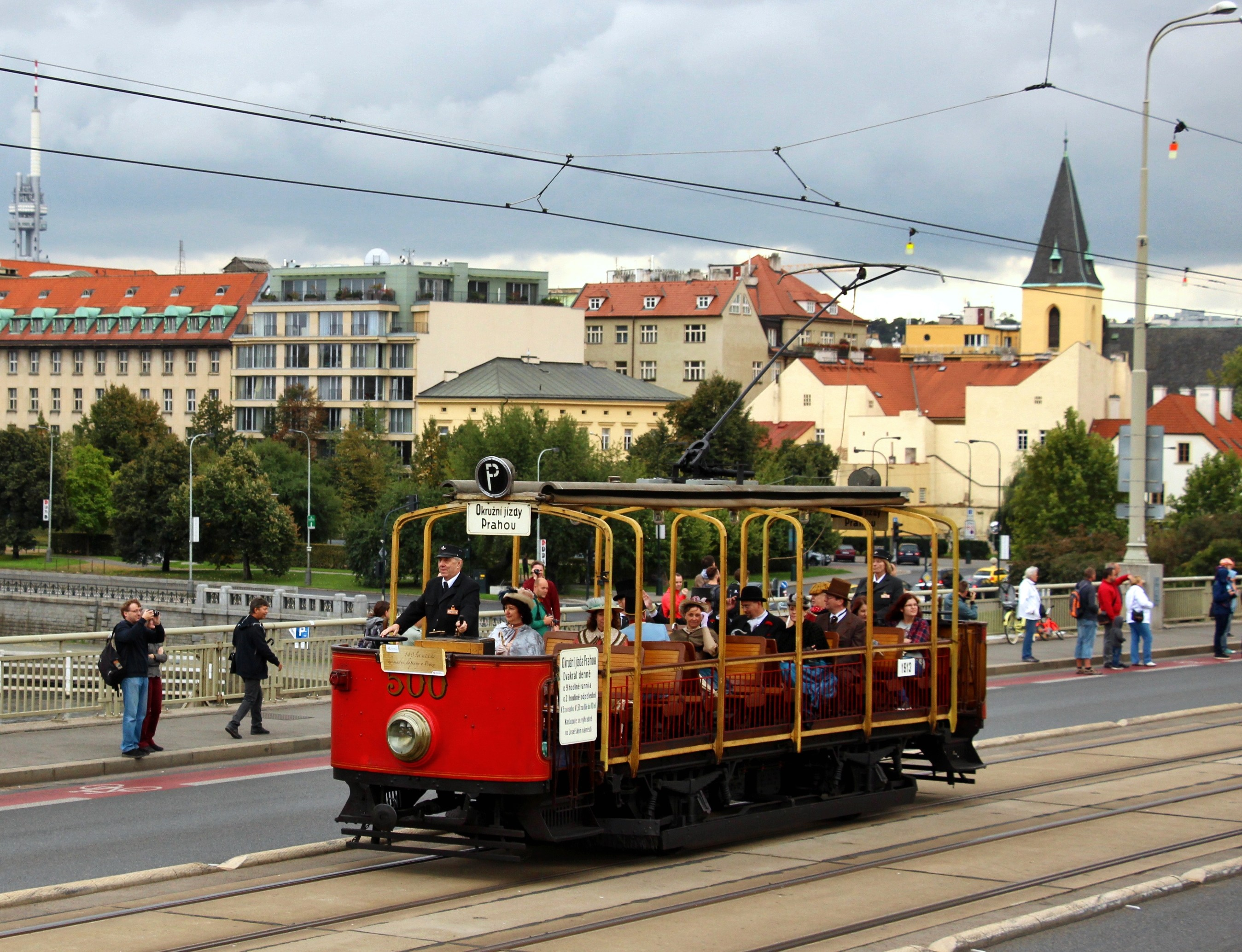

Für die Strassenbahn Prag wurde der Aussichtstriebwagen 500 beschafft, der weder Seitenwände noch ein vollständiges Dach aufwies. Das Fahrzeug ist im Straßenbahnmuseum Prag erhalten geblieben.

## Kanada

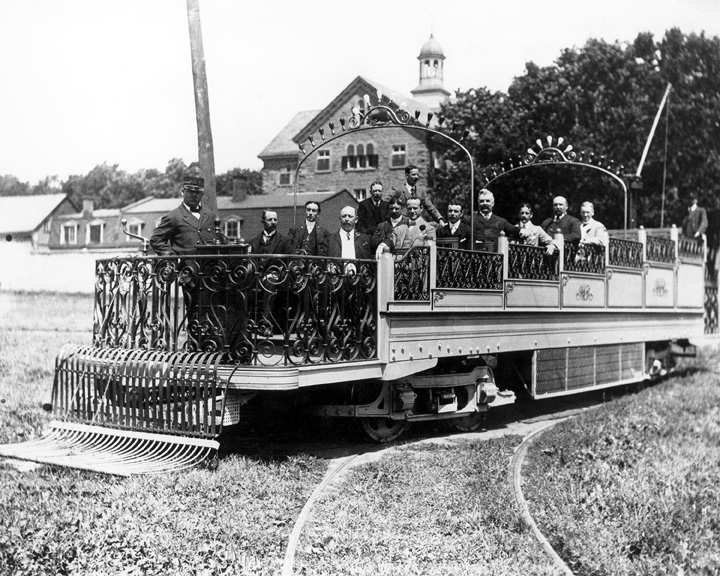
Golden Chariot observation car der Straßenbahn Montreal

Bei der Straßenbahn Montreal gab es vier als Golden Chariot bezeichnete Aussichtstriebwagen. Sie waren einerseits ohne Dach, andererseits mit nach oben ansteigenden Sitzreihen versehen und hatten daher ein außergewöhnliches Erscheinungsbild. Alle vier Exemplare sind erhalten geblieben.